# Little Caprice
Pour les articles homonymes, voir Caprice.
Markéta Štroblová, ou Markéta Schlögl depuis son mariage, mieux connue sous le nom de scène Little Caprice, est une actrice, mannequin et productrice de films pornographiques tchèque, née  le 26 octobre 1988 à Brno,,.
Elle a utilisé de nombreux autres pseudonymes, dont plusieurs abréviations et variations de son vrai nom ou de son pseudonyme principal (Marketa, Marketa S, Caprice, Caprice S, Caprice A), mais aussi Lola, Lolashut et Patricia.

## Biographie
Štroblová a grandi à Brno, en République tchèque,. Après avoir obtenu un diplôme en nutrition, elle a travaillé dans l'industrie des aliments et des boissons. Elle a commencé à travailler dans l'industrie de la pornographie en 2008 chez Video Art Holland, sous différents pseudonymes dont Lola et Little Caprice.
En 2014, elle est apparue dans un jeu érotique interactif en ligne géré par la société munichoise Villa Roma. D'autres productions ont suivi, avec MET ART, Nubile Films, Babes.com et X-Art, puis, en 2015, une présentation de lingerie l'a mise en lumière et lui a permis d'accrocher la cinquième place du classement en tant qu'actrice de l'année dans Playboy. En 2020, Little Caprice a remporté le prix AVN de l'interprète étrangère de l'année,.
En 2017, Štroblová a épousé l'acteur pornographique autrichien Marcello Bravo (de) (de son vrai nom Markus Schlögl),, son partenaire dans l'industrie pour adultes.

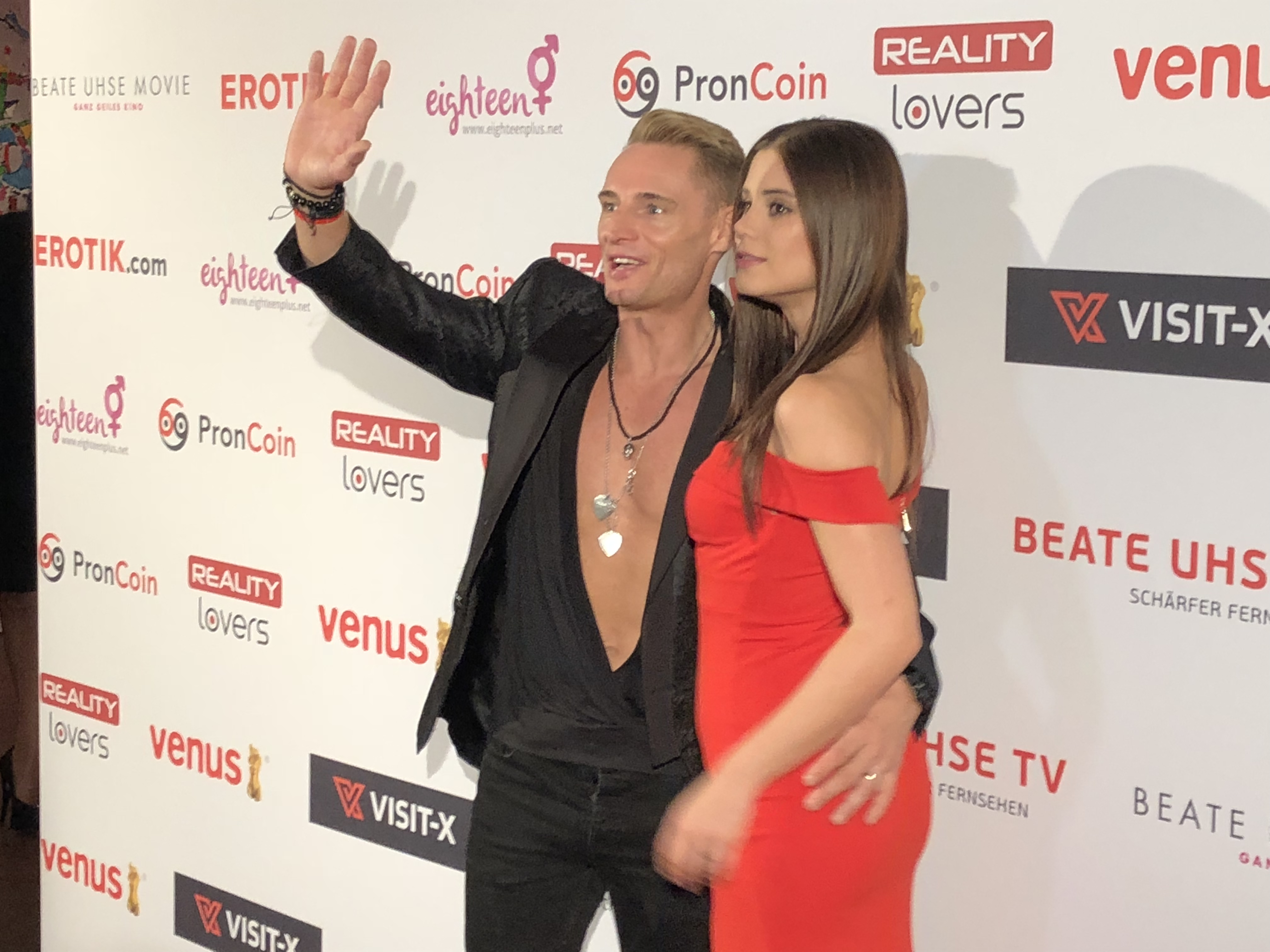
Little Caprice et Marcello Bravo en 2018.

## Distinctions

### Récompenses
- Prix XBIZ 2018 : meilleure scène de sexe avec Marcello Bravo
- Prix Venus 2018 : meilleure actrice internationale
- Art érotique d'Athènes 2019 :
  - meilleur site web pour les membres[9]
  - meilleure actrice
- AVN Awards 2019 : Vixen Angel[10]
- Prix Venus 2019 : meilleure actrice internationale
- AVN 2020 : interprète étrangère de l'année

### Nominations
- AVN Award 2016 :
  - meilleure scène de sexe dans une production tournée à l'étranger avec Marcello Bravo
  - meilleur nouveau site web pour littlecaprice-dreams.com
- AVN Award 2018 : 8 nominations
- AVN Award 2019 : 7 nominations